# Daniel Drescher
Daniel Drescher (Vienna, 7 ottobre 1989) è un ex calciatore austriaco, di ruolo difensore.